# 沈維昌
沈維昌（1900年11月3日—1991年4月24日）是英華書院1924年至1930年期間的校長，亦是該校首位華人校長。曾代表中華民國出席1923年及1925年遠東運動會的棒球項目，位置是投手。